# حزب الطليعة الديمقراطي الاشتراكي
حزب الطليعة الديمقراطي الاشتراكي (بالفرنسية: Parti de l'avant-garde démocratique et socialiste)‏ هو حزب سياسي مغربي من اليسار الراديكالي تأسس سنة 1989. ألوانه الأحمر والأسود، رمز الحرية. الأمين العام هو علي بوطوالة.
الحزب هو جزء من تحالف فدرالية اليسار الديمقراطي.

## تاريخ
أحمد بن جلون، شقيق عمر بنجلون، هو أحد مؤسسي الحزب.
انشق هذا الحزب عن الاتحاد الاشتراكي للقوات الشعبية عام 1991 مشكلا حزبا من أقصى اليسار، وقد نادى بمقاطعة الانتخابات يوم 14 نوفمبر 1997 مما أدى لسجن بعض أعضائه. ويمثل الحزب المعارضة الراديكالية للنظام ويرأسه أحمد بن جلون.